# Michi Halilovic
Mirsad Halilovic, noto Michi (Berchtesgaden, 4 settembre 1983) è un ex skeletonista tedesco.

## Biografia
Di origine bosniaca ma nato in Germania, Halilovic ha iniziato a gareggiare per la squadra nazionale tedesca nel 2001. Debuttò in Coppa Europa nella stagione 2001/02 e in questa competizione raggiunse quale miglior piazzamento in classifica generale secondo posto, ottenuto al termine della stagione 2003/04, fu inoltre terzo nel 2002/03 e nel 2006/07. Si distinse anche nelle categorie giovanili vincendo la medaglia d'oro ai mondiali juniores di Winterberg 2005.
Esordì in Coppa del Mondo il 26 novembre 2004 a Winterberg, prima gara della stagione 2004/05, piazzandosi al quarto posto individuale; centrò il suo primo podio il 9 febbraio 2007 a Cesana Torinese, sesta tappa dell'annata 2006/07, dove giunse terzo nel singolo, e la sua prima vittoria il 3 febbraio 2008 a Schönau am Königssee nella competizione a squadre; vinse invece la sua unica gara nel singolo il 18 dicembre 2009 ad Altenberg, quinto appuntamento della stagione 2009/10. Detiene quale miglior piazzamento in classifica generale il sesto posto, ottenuto nel 2010/11. 
Si aggiudicò per due volte il trofeo della Coppa Intercontinentale, circuito mondiale di secondo livello, primeggiando nel 2008/09 e nel 2011/12.
Prese inoltre parte ai Giochi olimpici invernali di Vancouver 2010, piazzandosi al tredicesimo posto nel singolo.
Halilovic conta anche due partecipazioni ai campionati mondiali con una medaglia d'oro conquistata nella gara a squadre a Schönau am Königssee 2011, mentre nel singolo ha totalizzato quale miglior piazzamento il quinto posto, ottenuto sia a Lake Placid 2009 che nella stessa edizione del 2011. Nelle rassegne continentali ha ottenuto invece un quarto posto, raggiunto a Sankt Moritz 2009. Ha inoltre vinto il titolo nazionale nel 2009.
Si ritirò dall'attività agonistica a febbraio del 2012, al termine della stagione 2011/12 della Coppa Intercontinentale, di cui si aggiudicò anche il trofeo finale.

## Palmarès

### Mondiali
- 1 medaglia:
  - 1 oro (gara a squadre a Schönau am Königssee 2011).

### Mondiali juniores
- 1 medaglia:
  - 1 oro (singolo a Winterberg 2005).

### Coppa del Mondo
- Miglior piazzamento in classifica generale: 6º nel 2010/11;
- 4 podi (tutti nel singolo):
  - 2 vittorie;
  - 1 secondo posto;
  - 1 terzo posto.

#### Coppa del Mondo - vittorie
| Data             | Luogo                | Paese    | Disciplina                                                                                             |
| ---------------- | -------------------- | -------- | --- |
| 3 febbraio 2008  | Schönau am Königssee | Germania | gara a squadre con Cathleen Martini, Inga Renker, Julia Eichhorn, Thomas Florschütz e Christoph Heyder |
| 18 dicembre 2009 | Altenberg            | Germania | singolo                                                                                                |

### Campionati tedeschi
- 2 medaglie:
  - 1 oro (singolo a Winterberg c[1]);
  - 1 bronzo (singolo a Schönau am Königssee 2011[1]).

### Circuiti minori

#### Coppa Intercontinentale
- Vincitore della classifica generale nel 2008/09 e nel 2011/12;
- 16 podi (tutti nel singolo):
  - 11 vittorie;
  - 4 secondi posti;
  - 1 terzo posto.

#### Coppa Europa
- Miglior piazzamento in classifica generale: 2º nel 2003/04[2].

#### Coppa Nordamericana
- Miglior piazzamento in classifica generale: 31º nel 2007/08;
- 1 podio (nel singolo):
  - 1 terzo posto.